# Luna Blaise
Luna Blaise (Los Angeles, 1 oktober 2001) is een Amerikaans actrice. Ze speelde onder andere de rollen van Olive Stone in de sciencefiction dramaserie Manifest en Nicole Ellis in Fresh Off the Boat.

## Vroegere leven
Blaise's vader groeide op in Glasgow, Schotland en haar moeder is een Mexicaans-Amerikaans actrice uit San Antonio.

## Biografie
Blaise maakte haar acteerdebuut met een cameo in de film Vicious Circle in 2008. Vijf jaar later volgde de rol van een jonge Nina in de film Memoria, met James Franco als uitvoerend producent en in de hoofdrol.
In 2014 werd Blaise gecast in de terugkerende rol van Nicole in de ABC televisieserie Fresh Off the Boat. Hierin speelde ze naast Randall Park als Louis en Constance Wu als Jessica Huang. Blaise was dertien jaar oud toen de opnames plaatsvonden. Deze rol leverde haar een prijs op in de categorie beste terugkerende jonge actrice tijdens de Young Artist Awards. Blaise was in juni 2016 te zien in de muziekvideo van Sweatshirt, de debuutsingle van Jacob Sartorius.
In 2018 verkreeg ze de rol van Olive Stone in de NBC drama-mysteryserie Manifest. Blaise werd eveneens gecast in Jurassic World: Rebirth, het vierde deel van de Jurassic World filmreeks.
Naast haar acteercarrière is Blaise ook zangeres. Haar debuutsingle "Over You" werd begin 2017 uitgebracht. Eind 2018 volgde haar tweede single Secrets".

## Filmografie

### Film
| Jaar | Titel                                                    | Rol                     | Opmerkingen |
| ---- | -------------------------------------------------------- | ----------------------- | ----------- |
| 2008 | Konflooent                                               | Victoria Santos         |             |
| 2009 | Vicious Circle                                           | Chloe (Danyi's zus)     |             |
| 2015 | Memoria                                                  | Nina (dertien jaar oud) |             |
| 2018 | Surviving Theater 9                                      | Eileen                  |             |
| 2018 | Concrete Kids                                            | Luna                    |             |
| 2021 | Detach                                                   | Sophia                  | Korte film  |
| 2022 | We Are Gathered Here Today                               | Susie                   |             |
| 2023 | Aristotle and Dante Discover the Secrets of the Universe | Elena Tellez            |             |
| 2023 | Deltopia                                                 | Hannah                  |             |
| 2025 | Jurassic World Rebirth                                   | Teresa Delgado          |             |

### Televisieserie
| Jaar      | Titel              | Rol         | Opmerkingen   |
| --------- | ------------------ | ----------- | ------------- |
| 2013      | The Breakdown      | Loonz       | Televisiefilm |
| 2015–2018 | Fresh Off the Boat | Nicole      | 24 afl.       |
| 2018–2023 | Manifest           | Olive Stone | Hoofdrol      |